# Bernd Mathieu
Bernd Mathieu (* 31. Oktober 1954 in Geilenkirchen) ist ein deutscher Journalist und Zeitungsredakteur sowie Hochschullehrer an der FH Aachen.

## Leben und Wirken
Bernd Mathieu absolvierte ab Juli 1979 ein Volontariat bei der damaligen Aachener Volkszeitung. Im März 1980 wurde er dort als politischer Redakteur übernommen und war ab 1982 verantwortlicher Sportredakteur. Im Jahr 1985 wurde er zum Leiter der Lokalredaktion Aachen-Stadt und 1991 zusätzlich zum stellvertretenden Chefredakteur der Aachener Zeitung ernannt.
Von 1989 bis 1995 war er in seinem Heimatbezirk Oidtweiler vom Stadtrat einstimmig gewählter Ortsvorsteher sowie langjähriger Sprecher der CDU-Ratsfraktion im Ausschuss für Kultur und Partnerschaft sowie Mitglied im Schulausschuss der Stadt Baesweiler.
Schließlich wurde Mathieu im Jahr 1995 von der Gesellschafterversammlung einstimmig zum Chefredakteur der Aachener Volkszeitung – seit 1996 Aachener Zeitung – berufen. 2003 entwickelte er aus wirtschaftlichen Gründen das damals deutschlandweit noch einmalige Konzept „Eine Redaktion – zwei Zeitungen“, infolgedessen im Dezember 2003 die Aachener Zeitung mit dem lokalen Konkurrenzblatt Aachener Nachrichten strukturell zusammengeführt wurde. Bis zu seinem Ausscheiden im Jahr 2018 war Mathieu als Chefredakteur für beide Ausgaben verantwortlich, 23 Jahre lang für die Aachener Zeitung, 15 Jahre für die Aachener Nachrichten.
Parallel zu seinem Hauptberuf war Mathieu bereits seit dem Jahr 2003 zunächst als Lehrbeauftragter und ab 2008 als Honorarprofessor an der Fachhochschule Aachen im Studiengang „Communication and Multimediadesign“, heute „Media and Communication for Digital Business“ (MCD) tätig.
Als Chefredakteur der beiden Aachener Zeitungen war Mathieu für den allabendlichen digitalen Online-Nachrichtendienst inklusive Fotogalerien und Videos mit dem Titel „Am Abend“ verantwortlich, der ab 19 Uhr bereitgestellt und später durch neuere Formate wie beispielsweise ePaper abgelöst wurde. Darüber hinaus errang er mit einzelnen Zeitungsausgaben respektable Platzierungen in verschiedenen Wertungskategorien bei den European Newspaper Awards, darunter in den Jahren 2001, 2012 und zuletzt 2016.
Ferner wurde Mathieu im Jahr 2009 in die Jury des renommierten Theodor-Wolff-Preises berufen, aus der er 2018 turnusgemäß nach neun Jahren ausschied und durch Benjamin Piel abgelöst wurde. Er war stellvertretender Vorsitzender und ist seit 2023 als Nachfolger von Wolfgang Bergsdorf Erster Vorsitzender im Aufsichtsrat der ProContent gAG, der früheren Medienakademie Ruhr der Funke-Mediengruppe in Essen. 2013 entwickelte er als einer der ersten deutschen Chefredakteure ein multimediales Volontariat mit Kooperationspartnern wie dem Westdeutschen Rundfunk Köln, dem Sender Phoenix aus Bonn, der Redaktion von Hart aber fair und der RTL-Journalistenschule.
Privat engagiert sich Mathieu in vielfältiger Art und Weise in diversen sozialen und kulturellen Bereichen. Er war beispielsweise unter anderem Mitentwickler und in der Zeit von 1995 bis 2018 Vorsitzender des vom Medienhaus Aachen 1986 gegründeten Projekts „Menschen helfen Menschen“, mit dem unverschuldet in Not geratenen Menschen in der Region Hilfe gewährt wird. Ebenso gehörte er 2006 zu den Gründungsmitgliedern der Stiftung „Nele und Hans Bittmann e. V.“, einem Hilfsfonds für Kinder in Not in der Region Aachen. Ferner war er langjähriger Vorsitzender des Fördervereins „Accelerando – Freunde des Sinfonieorchesters Aachen e. V.“, der 2016 mit dem Förderverein „Haus für Musik“ und der 1924 gegründeten „Gesellschaft der Musik- und Theaterfreunde zu Aachen e. V.“ zum neuen Förderverein „Musik- und Theaterfreunde Aachen e. V.“ fusionierte, in dessen Vorstand Mathieu anschließend als Beisitzer gewählt wurde. Er ist zudem Vorsitzender des Rotary Clubs Aachen Hilfsfonds.
Schließlich wurde Mathieu im Juni 2022 als Nachfolger des aus Altersgründen zurückgetretenen Heribert August zum Kuratoriumsvorsitzenden der „Katholischen Stiftung Marienhospital“ gewählt, nachdem er dort bereits viele Jahre als dessen Stellvertreter fungiert hatte.
Bernd Mathieu wurde 2002 für seine Verdienste mit dem Bundesverdienstkreuz am Bande ausgezeichnet. Zudem ist er Ehrennadelträger (Platin) der Euriade, einem internationalen Festival des Dialogs in der Eurode bzw. der Euregio Maas-Rhein. Ferner wurde er im Jahr 2012 mit dem Ehrenlöwen der Stadt Baesweiler geehrt. Außerdem erhielt er 2003 den „Krüzzbrür-Orden“ des Pfarrausschusses von Heilig Kreuz Aachen. Seitens des Landes Nordrhein-Westfalen wurde Matthieu schließlich im August 2022 mit dem Verdienstorden des Landes Nordrhein-Westfalen ausgezeichnet.
Mathieu ist verheiratet mit der Journalistin, Freien Autorin und Stadtführerin Sabine Mathieu, der Drehbuchautor Christoph Mathieu ist ihr gemeinsamer Sohn.